# 拉各斯岛
拉各斯岛（Lagos Island）曾是拉各斯都会区最重要的辖区，也是中心地方政府辖区。它是拉各斯区的一部分，现在已分割为拉各斯岛西部、拉各斯岛东部两个辖区。根据2006年尼日利亚的初步普查，该地方政府辖区有209,437人口，面积8.7平方公里。拉各斯岛辖区只涵盖地理上拉各斯岛的西半部，东半部由埃蒂-奥萨地方政府辖区所辖。
该岛位于非洲海岸大型的保护港拉各斯潟湖之上，约鲁巴渔村埃科就位于该岛，后来成为现代拉各斯都会的核心。城市化现在已经蔓延到邻近的岛屿，以及毗邻的拉各斯大陆。
拉各斯岛与大陆由三个大型桥梁拉各斯潟湖相连，相连处是埃布泰·梅塔。它也与邻近岛屿伊科伊的和维多利亚岛也有桥梁相连。拉各斯阿帕帕港的海港区面向岛屿西侧。拉各斯岛是拉各斯的主要商业区，主要政府建筑物、商业场所和办公场所均集中在该岛。并有多座天主教和英国国教大教堂，以及中央清真寺。